# 佐佐木共之
佐佐木共之（日语：／ Sasaki Tomoyuki，1963年10月5日—），日本男子帆船运动员。他曾代表日本参加1990年亚洲运动会帆船比赛，获得一枚铜牌。他也曾参加1996年和2000年夏季奥林匹克运动会。